# 金牛座FU
金牛座FU是在金牛座的一顆棕矮星的聯星系統，距離太陽系大約429 光年。它的伴星質量非常接近棕矮星的下限，一些資料庫將其列為遙遠的大質量系外行星。

## 系統
金牛座FU的兩顆恆星相距5.7″，以金牛座FU的距離，相當於800 AU。主星是一顆棕矮星，質量為0.05 M☉，而伴星的質量為0.015 M☉。伴星的質量接近棕矮星和系外行星之間的分界線，15 MJ，因此通常被視為系外行星。

## 性質
聯星的兩個成員都是低質量天體，仍然收縮朝向主序帶演化。與理論進化軌跡進行比較，它們的年齡為一百萬年或更少。然而，即使對於這樣的年齡，主星也比預期的更明亮，並且可能比伴星年輕。主星的表面有效溫度為2,838 K，半徑為1.8 R☉，和全波段光度為0.2 L☉。伴星溫度為 2,375 K和全波段光度為0.0039 L☉。

## 變異性
金牛座FU的亮度會改變。主星是一顆金牛T星，分類為不規則主序前星。據觀察，它的亮度從16.0的攝影星等到比17.0更暗。它的攝影星等被測量為在15.1星等和17.6星等以下之間變化。